# Ferdinand Raimund

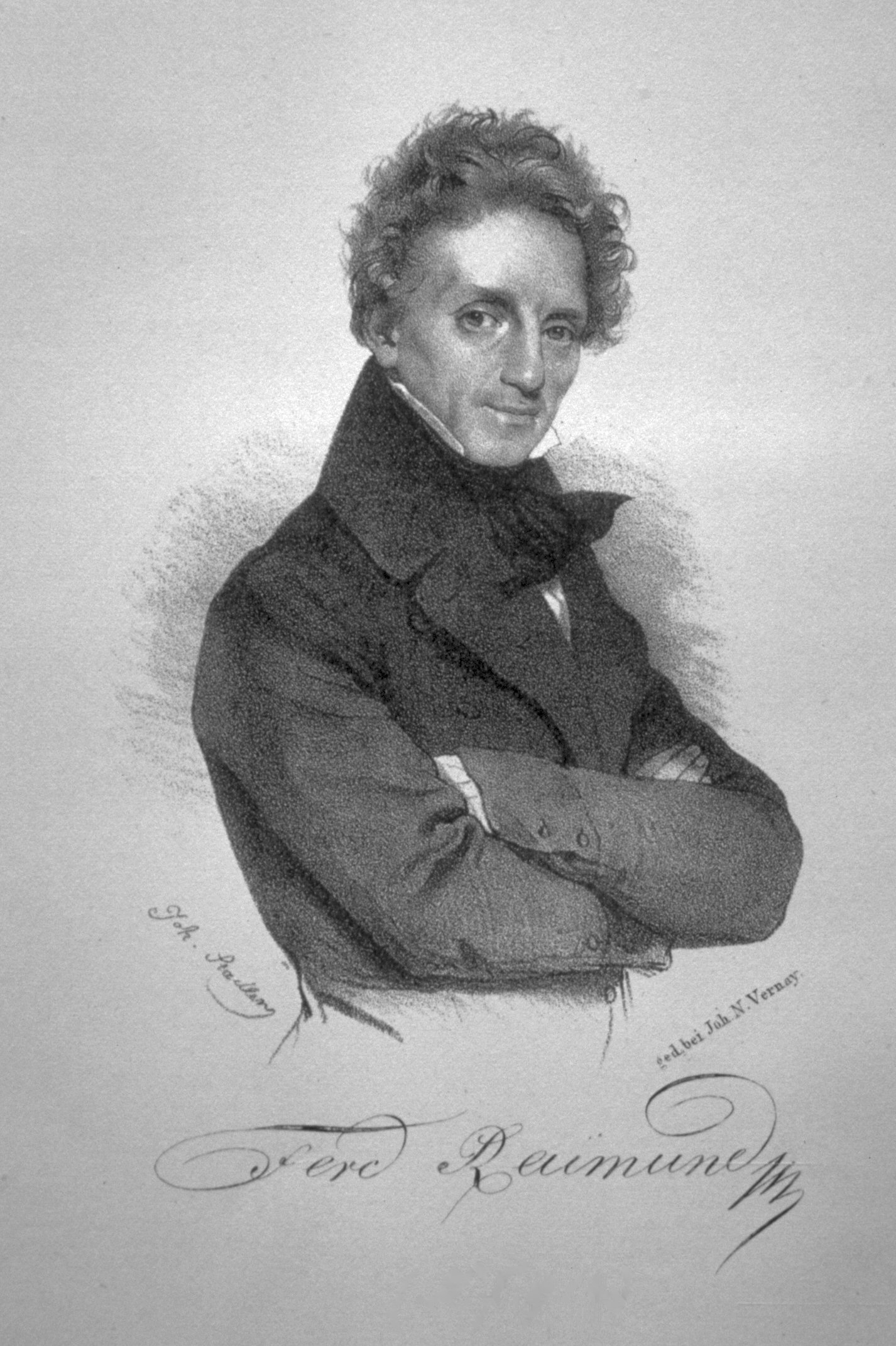
Ferdinand Raimund

Ferdinand Raimund (właśc. Ferdinand Jakob Raimann ; ur. 1 czerwca 1790 w Wiedniu, zm. 5 września 1836 w Pottenstein) – austriacki aktor teatralny, poeta i dramaturg.  

## Kariera teatralna
W 1808 r. zrezygnował z pracy w cukierni, aby spróbować swoich sił jako aktor. Po pierwszych niepowodzeniach w teatrach w Meidling i Bratysławie, występował w wędrownej grupie teatralnej na Węgrzech. Przełomem w jego karierze była zagrana w 1814 r. rola Adama Kratzerla w burlesce Die Musikanten am Hohen Markt Josepha Aloisa Gleicha. Odtąd zyskał popularność i zagrał łącznie ok. 170 ról. Od 1817 r. należał do zespołu Leopoldstadter Theater, gdzie występował jako aktor i reżyserował niektóre sztuki. W latach 1828–1830 zasiadał w zarządzie tego teatru.

## Utwory literackie (wybór)
Był jednym z twórców tzw. wiedeńskiej komedii ludowej. W swych utworach często nawiązywał do motywów baśniowych i farsy plebejskiej.
- Der Barometermacher auf der Zauberinsel (pol. Fabrykant barometrów na Wyspie Czarów, 1823)

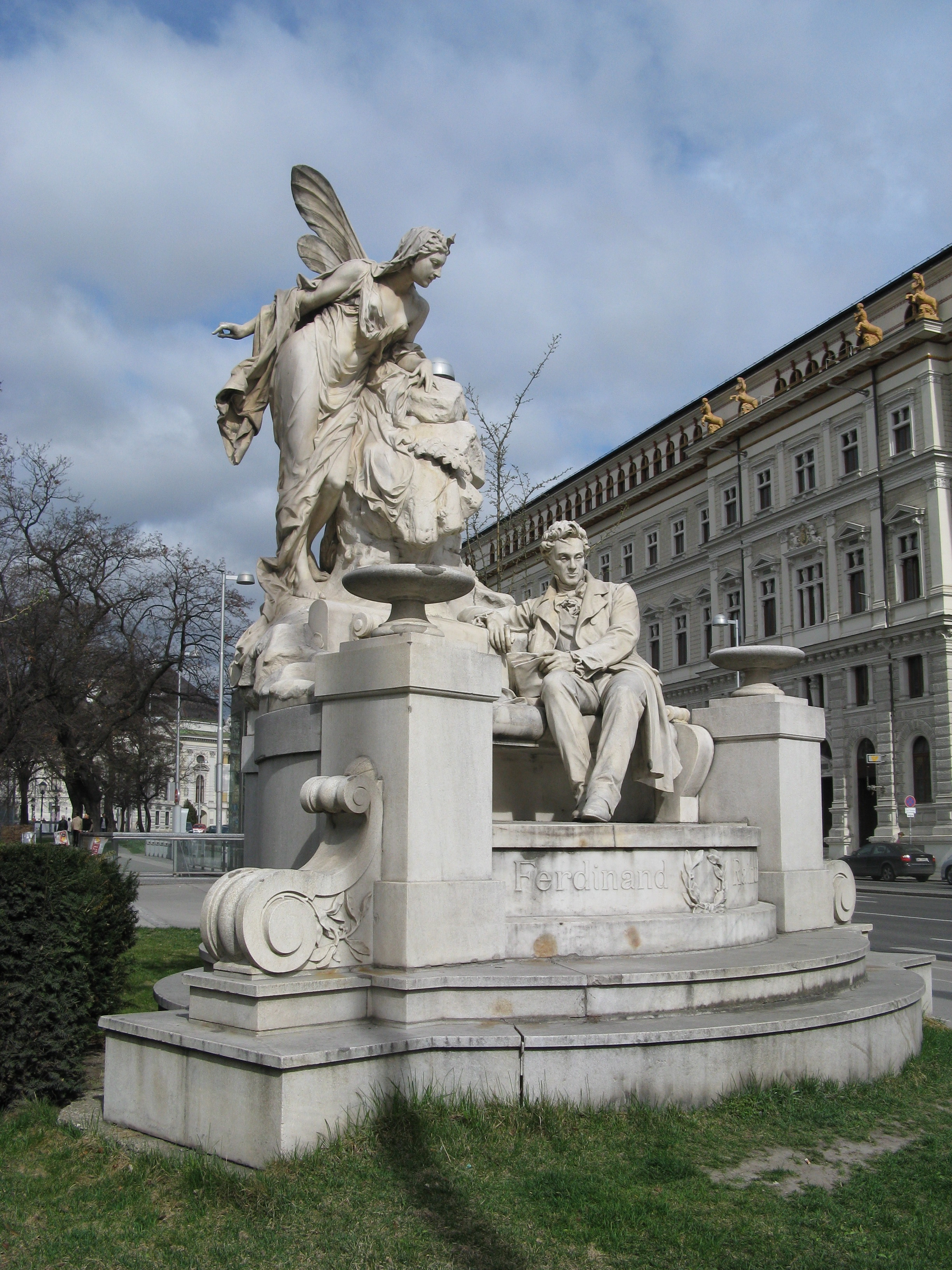
Pomnik Ferdinanda Raimunda w Wiedniu

- Der Diamant des Geisterkönigs (pol. Diament króla duchów, 1824)Pomnik Ferdinanda Raimunda w WiedniuDas Mädchen aus der Feenwelt oder Der Bauer als Millionär (pol. Chłop milionowy, 1826)
- Moisasurs Zauberfluch  (1827)
- Die gefesselte Phantasie (1828)
- Der Alpenkönig und der Menschenfeind (pol. Król Duchów Alpejskich, 1828)
- Die unheilbringende Zauberkrone [de] oder König ohne Reich, Held ohne Mut, Schönheit ohne Jugend, 1829
- Der Verschwender [de], 1834 (The Spendthrift translated by Erwin Tramer), adapted as film The Spendthrift (1953)

## Upamiętnienie
Imieniem Ferdinanda Raimunda nazwano jeden z teatrów w Wiedniu (Raimund Theater).